# フランクリン郡区 (アイオワ州ブレマー郡)
フランクリン郡区は、アメリカ合衆国、アイオワ州、ブレマー郡にある14の郡区の一つである。2000年の国勢調査で、人口は431人だった。

## 地理
フランクリン郡区は、93.9平方キロメートル（36.27平方マイル）で、組み込まれた自治体（incorporated settlements）はない。
アメリカ地質調査所によると、この郡区はGrove HillとSaint Peterの2つの霊園が含まれている。